# Селимов, Мидат Абдурахманович
Мидат Абдурахманович Селимов (13 декабря 1918, Кашик-Джермай, Петровская волость — 2001, Москва) — советский и российский инфекционист. Доктор медицинских наук (1963). Профессор (1967). Создатель вакцины против бешенства гамма-глобулина и антирабической вакцины. Участник Второй мировой войны. Член КПСС. Заслуженный деятель науки Российской Федерации

## Биография
Родился 13 декабря 1918 года в деревне Кашик-Джермай. Учился в школе в Феодосии.
Окончил Крымский медицинский институт (1940). После окончания вуза руководил Нижнегорской районной больницей. В годы Великой Отечественной войны был призван в армию и направлен на Дальний Восток. Служил в 388-й стрелковой дивизии. Являлся военным врачом. Командир медсанбата. Возглавлял военный госпиталь. Майор медицинской службы. Участник советско-японская войны. Служил в 301-м военном госпитале. С 9 августа 1945 года — участник Маньчжурской операции.
Демобилизовавшись, присоединился к семье, проживавшей в Москве. В 1948 году поступил в аспирантуру НИИ вирусологии им. Д. Ивановского. Под руководством Антонина Шубладзе защитил в 1953 году кандидатскую диссертацию «Эпидемический паротит». Спустя два года его работа была издана в виде книги.
С 1951 по 1961 год — сотрудник НИИ вакцин и сывороток им. И. Мечникова, где стал заведующим лабораторией. Занимался разработкой антирабического гамма-глобулина. На Всесоюзной конференции 1961 года профессор Михаил Чумаков пригласил Селимова вместе с его лабораторией перейти на работу в НИИ полиомиелита и вирусных энцефалитов АМН СССР.
С 1958 по 1995 — эксперт Всемирной организации здравоохранения по бешенству. Основал первую в мире антирабическую лабораторию.
В 1963 году стал доктором медицинских наук. С 1967 года — профессор института полиомиелита и вирусных энцефалитов имени М. П. Чумакова.
В 1963 году защитил докторскую диссертацию, в 1967 году ему присвоили звание профессора.
В декабре 1998 года в институте полиомиелита в Москве Российская академия наук провела научно-практическую конференцию, посвящённую 80-летию Селимова.
Скончался в 2001 году в Москве.

## Научная деятельность
Занимался исследованиями рабиологии. Автор около 500 научных работ и 5 монографий, а также большого количества нормативных и организационно-методических документов, актуальных и после 100-летнего юбилея учёного. Под его руководством защищены 4 докторские и 25 кандидатские диссертации.

## Награды
- Заслуженный деятель науки Российской Федерации[1]
- Орден Красной Звезды (5 сентября 1945) — «Тов. Селимов в боевой обстановке проявил себя инициативным, смелым командиром. Правильно организовал санитарное обеспечение частей. Моральное состояние подчинённых в полной боевой готовности находилось на высоком уровне. Достоин правительственной награды»[4]
- Орден Отечественной войны II степени[4]

## Семья
Дочери — кандидат медицинских наук и доктор медицинских наук по инфекционным заболеваниям.

## Работы
- «Пути ликвидации гидрофобии»
- Бешенство. — Москва: Медицина, 1978. — 336 с.
- Как предупредить заболевание бешенством / 2-е изд., испр. — Москва: Ин-т санитарного просвещения, 1960. — 47 с.